# Aéro-Club de France

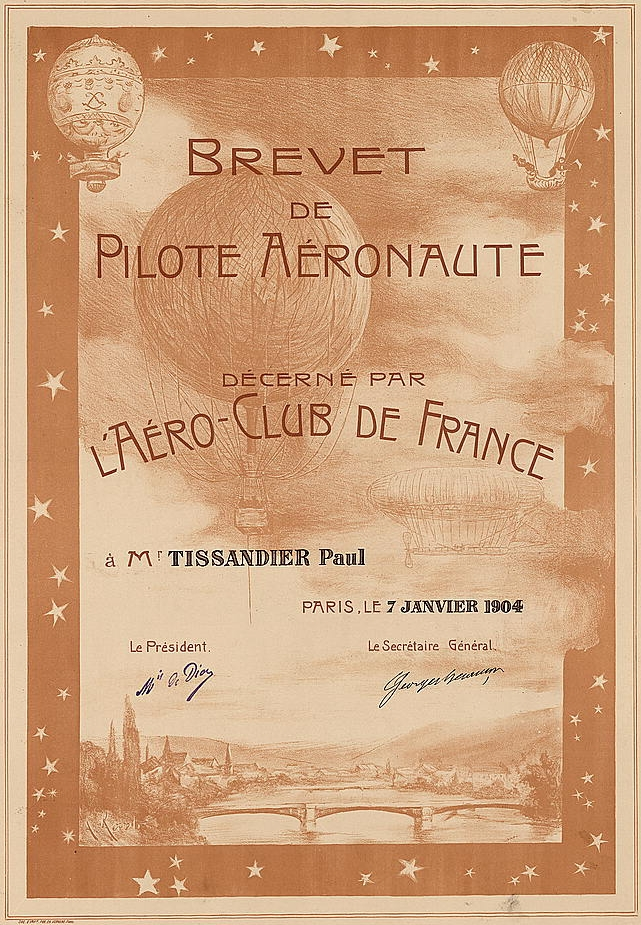
Brevet de pilote aéronaute décerné par l'Aéro-Club de France à Paul Tissandier (1904).

L’Aéro-Club de France (AéCF) est l'une des plus anciennes associations françaises d'aviateurs encore active. En France, seul l'Aéronautique-Club de France (ACDF), fondé en 1897, est plus ancienne. La Royal Aeronautical Society est, quant à elle, fondée au Royaume-Uni en 1866.  

## Historique
L'Aéro-Club de France créé le 20 octobre 1898 sous l'impulsion d'Ernest Archdeacon, Léon Serpollet et du comte Henri de La Valette avec Jules-Albert de Dion, Henry de La Vaulx, Alberto Santos-Dumont, Henry Deutsch de la Meurthe et André Michelin, puis Maurice Mallet. Son objet était à l'époque : Société d'encouragement à la locomotion aérienne.
À sa suite, de nombreuses associations nationales sont créées qui se fédèrent en la Fédération aéronautique internationale (FAI) en 1905.
Dès 1901, l'Aéro-Club de France organise la Coupe Deutsch de la Meurthe, défi destiné aux pilotes de dirigeables, puis, en 1906, la coupe Gordon Bennett, la première compétition aéronautique. Toujours en 1906, le 12 novembre, l'Aéro-Club de France homologue pour la première fois le vol d'un plus lourd que l'air : le vol réalisé par Santos-Dumont à bord de son biplan 14-bis. Ce sont également ses commissaires qui homologueront toutes les « premières » qui ont jalonné la naissance de l'aviation : 1er kilomètre, 1er vol d'un hélicoptère, etc.
Devant l'afflux de néophytes, l'Aéro-Club de France est chargé de délivrer les brevets de pilote (à partir de 1909), puis d'édicter des règlements, tâches qui seront reprises par la Direction générale de l'Aviation civile (DGAC) en 1919.
L'Aéro-Club de France publie une revue, d'abord L'Aérophile puis, à partir de 1997, Aérofrance. La revue semestrielle est devenue La Revue de l'Aéro-Club de France depuis 2019.
Après 1945, le développement de l'aviation donne naissance à des instances internationales telles que l'OACI. L'AéCF adapte son action tout en conservant certains de ses rôles originels : promotion de l'aviation au travers de coupes et de prix, homologation des records, distinction des grands acteurs de l'aéronautique puis de l'espace et célébrations des événements fondateurs de la conquête de l'air.
Le 8 novembre 2021, Patrick Gandil a succédé à Catherine Maunoury comme président du conseil d'administration de l'Aéro-Club de France.
Le siège de l'Aéro-Club de France est situé 6 rue Galilée (16e arrondissement de Paris).

### Liste des présidents
- 1898-1905 : Jules-Albert de Dion
- 1905-1913 : Louis Cailletet
- 1913-1919 : Henry Deutsch de la Meurthe
- 1919-1921: André Michelin
- 1922-1933 : Pierre-Étienne Flandin
- 1933-1934 : Étienne Riché
- 1934-1937 : André Wateau
- 1937-1948 : Amaury de La Grange
- 1948-1967 : Jacques Allez
- 1967-1977 : Bernard Dupérier
- 1977-1982 : Joseph Blond
- 1982-1986 : Jean Moine
- 1986-1989 : Richard Fenwick
- 1989-1992 : Yves Tayssier
- 1992-1994 : Pierre Chanoine
- 1995-2005 : Gérard Feldzer
- 2005-2012 : Jean-François Georges
- 2012-2016 : Louis Le Portz
- 2016-2021 : Catherine Maunoury
- 2021- 2022 : Patrick Gandil
- Depuis le 10 novembre 2022  : Catherine Maunoury

## Médaille
L'AéCF délivre périodiquement la Grande Médaille de l'Aéro-Club de France à des personnalités ayant contribué de façon exceptionnelle aux progrès de l'aviation. Les lauréats ont été :
- 2020 - La Patrouille de France[2]
- 2019 - Buzz Aldrin et Jean Pinet[3]
- 2018 - Thomas Pesquet[4]

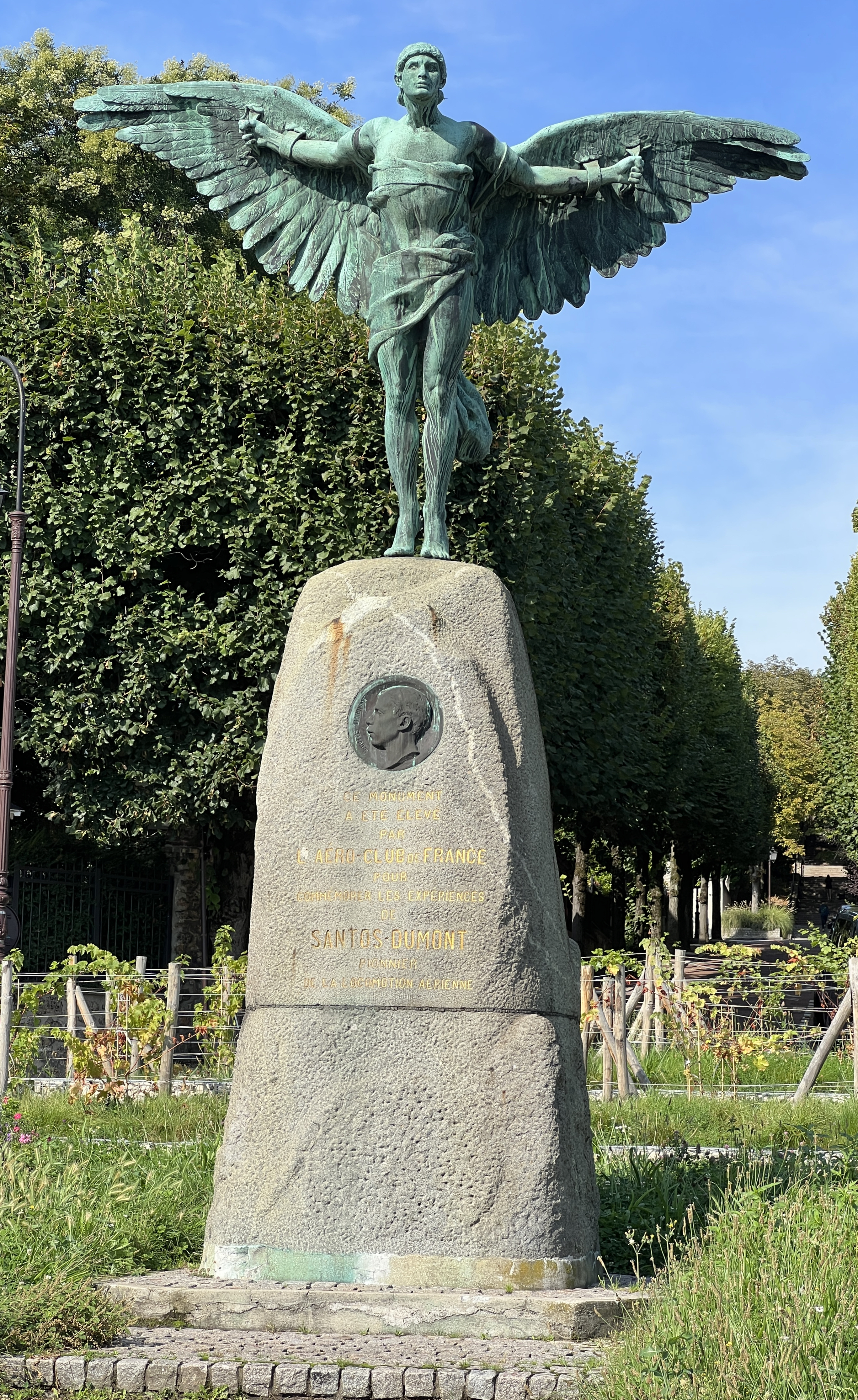
Hommage de l'Aéro-Club de France à Alberto Santos-Dumont - introduit par Giraud - à Saint-Cloud.

- 2017 - Bertrand Piccard (seconde fois) et André Borschberg
- 2015 - Aude Lemordant, Alexandre Orlowski, François Rallet, Damien Vadon[5],
- 2012 - L'équipe du projet Big Frog
- 2010 - Les six membres d'un équipage d'hélicoptère EC 725 Caracal en Afghanistan[6]
- 2006 - Les équipes des essais en vol de l'Airbus A380 : Claude Lelaie, Jacques Rosay, Fernando Alonso, Gérard Desbois et du Dassault Falcon 7X : Yves Kerhervé, Philippe Deleume
- 2005 - Pierre Guyoti
- 2004 - En hommage au Concorde : Les présidents d'EADS, British Aerospace, Air France et de British Airways
- 2003 - Steve Fossett
- 2002 - Les spationautes de la mission Andromède : Viktor Afanassiev, Konstantin Kozeïev, Claudie Haigneré
- 2000 - Jean-Pierre Haigneré
- 1998 - Bertrand Piccard
- 1997 - Claudie Haigneré, Shannon Lucid, Elena V. Kondakova
- 1996 - Jules Roy
- 1995 - Serge Dassault
- 1994 - Henri Pescarolo
- 1988 - Jean Salis, Charles « Chuck » Yeager
- 1986 - Patrick Baudry
- 1981 - John Watts Young, Robert Crippen
- 1980 - Valérie André
- 1970 - James « Jim » Lovell, Jack Swigert, Fred Haise
- 1969 - Désiré Lucca, Louis Couhé et l'équipe d'Apollo 11 : Neil Armstrong, Buzz Aldrin, Michael Collins
- 1967 - Adrienne Bolland, Élisabeth Boselli, Marcel Dassault, Didier Daurat, André Gibert, Jean Lasserre, Georges Libert, Henry Potez
- 1963 - Jacqueline Auriol
- 1958 - Gabriel Voisin
- 1946 - Léon Cuffaut
- 1938 - Henri Guillaumet, Paul Tissandier
- 1937 - Maryse Bastié
- 1931 - Maurice Noguès, Marcel Goulette
- 1930 - Jean Mermoz, Maurice Bellonte
- 1928 - Joseph Le Brix
- 1927 - Charles Lindbergh
- 1923 - Louis Breguet, Pierre-Georges Latécoère, Dieudonné Costes
- 1922 - Clément Ader
- 1920 - Joseph Sadi-Lecointe
- 1918 - Pier Piccio[7]
- 1917 - Adjudant Lucien Jailler, sergent Walter Lowell, adjudant Raoul Gervais Lufbery, Archibald Johnson, Willis Haviland, capitaine Georges Thenault, adjudant Harold Willis, sous-lieutenant Henri Languedoc, lieutenant J.A. Tourtay, sous-lieutenant Hector Varlin, sous-lieutenant William Thaw, lieutenant Albert Deullin, capitaines Alfred Heurtaux et Georges Guynemer, sous-lieutenant Paul Tarascon, capitaine André Wateau[8] - s'ajoutent Jean Chaput, Georges Madon et Lucien Jailler.
- 1914 - Elmer A. Sperry
- 1913 - Georges de Castillon de Saint-Victor
- 1912 - Roland Garros
- 1911 - Jules Védrines
- 1910 - Géo Chavez
- 1909 - Louis Blériot
- 1908 - Henri Farman, Orville et Wilbur Wright
- 1901 - Alberto Santos-Dumont, Henry Deutsch de la Meurthe, Louis Robert Lebaudy
- 1900 - Henry de La Vaulx

## Prix littéraires
Le Grand Prix Littéraire de l'Aéro-Club de France est créé en 1935, « dans le but de signaler au grand public l’œuvre récemment publiée, paraissant à la fois le mieux servir la cause de l'aéronautique et honorer les lettres françaises.» Il est attribué la première fois le 14 mars 1936 à l'issue d'un déjeuner donné à l'Aéro-Club de France, couronnant l'ouvrage « Enlevez les cales » de René Chambe, pilote de guerre et chef du service historique du ministère de l'Air. 
L'Aéro-club de France, par le biais de sa commission Histoire, Arts et Lettres, délivre chaque année le Prix de l'Aéro-Club de France, prix littéraire délivré pour récompenser l'auteur du meilleur ouvrage aéronautique de l'année.
L'Aéro-club de France, par l'intermédiaire de cette même commission, délivre périodiquement un autre prix littéraire : le Grand Prix littéraire de l'Aéro-Club de France, prix dont ont notamment été récompensés Jules Roy pour « La Vallée heureuse » (1947), Pierre Clostermann pour « Le Grand Cirque » ou encore le médecin-général inspecteur Valérie André (2012).

## Échange International des Cadets de l'Air
L'Aéro-Club de France, en collaboration avec la Direction générale de l'Aviation civile, organise depuis 1947 l'échange international des cadets de l'air en France (International Air Cadet Exchange). Chaque année, environ cinq cents jeunes passionnés d’aéronautique participent à cet échange mondial qui regroupe une vingtaine de pays. Chaque pays participant a son propre système de sélection, la plupart étant affiliés à l’armée. En France, les lauréats proviennent des fédérations aéronautiques FFA (avion), FFPLUM (ULM), FFVV (vol à voile), FFA (aérostation) et FFP (parachutisme). Il a pour principal but de favoriser les échanges entre les jeunes de toutes les nations du monde : découverte d'une nouvelle culture et d'un pays étranger, accès à des installations normalement interdites au public, contacts et échanges avec d’autres jeunes passionnés d’aviation du monde entier et surtout, tenir un rôle d’ambassadeur de l’aviation de son pays le temps de l’échange auprès des autres jeunes et des autorités du pays d’accueil.